# A Light in the Sky
A Light in the Sky is het tweede studioalbum van Don Airey en is uitgebracht in 2008. Het is weliswaar zijn eerste muziekalbum uit twintig jaar, ondertussen zat Airey niet stil. Hij heeft meegespeeld op talloze albums van derden en maakt sinds enige jaren deel uit van Deep Purple. De muziek op het album vertoont grote gelijkenis met dat van Deep Purple. Daarnaast zijn ook invloeden merkbaar van Emerson, Lake & Palmer. Niet alleen het hammondorgel zorgt daarvoor, ook de muziekstijl gaat soms die kant op.

## Musici
De musici zijn uit muziekgroepen geplukt waar Airey bij gespeeld heeft:
- zang: Danny Bowes (van Thunder), Carl Sentance (onder andere Krokus), Harry James (Thunder)
- gitaar: Rob Harris (Jamiroquai)
- basgitaar: Laurence Cottle (te veel om op te noemen), Chris Childs (Thunder)
- keyboards: Don Airey
- slagwerk: Darrin Mooney (Primal Scream), Harry James
- viool: Lidia Baich

## Composities
Allen van Airey, tenzij anders vermeld:
1. Big Bang
2. Ripples in the fabric of time
3. Shooting star (Airey, Sentance)
4. Space troll patrol
5. Andromeda M31 (Airey, O. Edwards)
6. Endless night (Airey, Sentance)
7. Rocket to the moon (L.Mann , H. Glover)
8. Love you too much
9. Cartwheel Edo 350-40 (Airey, N. Sage)
10. Sombrero M104
11. Into orbit
12. A light in the sky (part 2)
13. Pale blue dot
14. Metallicity
15. Big crunch
16. Lost in the end of time (Airey, harris)